# Statusleer
De statusleer of stasisleer is een ordening van de retorische topen van de procesredevoering (genus iudiciale) die werd geïntroduceerd door de Helleense filosoof Hermagoras van Temnos. Hoewel zijn werk niet bewaard is gebleven heeft men zijn theorie gereconstrueerd op grond van Romeinse geschriften.
Hermagoras onderscheidt de volgende vier statussen:
1. Status coniecturalis: vaststelling van het feit
2. Status definitionis: juridische definitie van het feit
3. Status qualitatis: beoordeling van het feit in verband met de omstandigheden
4. Status translativus: ontvankelijkheid van de aanklager of bevoegdheid van de rechter

Alle argumenten die in een procesredevoering gebruikt kunnen worden, zijn onder te brengen in deze vier categorieën. Om een zaak te winnen moet de aanklager in alle categorieën overtuigende argumenten aanvoeren, terwijl voor de verdediger één status voldoende is.